# Syllitus timorensis
Syllitus timorensis es una especie de insecto coleóptero de la familia Cerambycidae. Estos longicornios son endémicos de la isla de Timor.
S. timorensis mide unos 8,2 mm, estando activos los adultos en noviembre y diciembre.